# Personnages de Buffy contre les vampires et d'Angel

Cet article présente les personnages des séries télévisées Buffy contre les vampires et Angel.

## Le Scooby-gang
Le Scooby-gang est l'appellation donnée au groupe de personnages gravitant autour de Buffy pour l'aider dans sa mission. Cette désignation est inspirée par la ressemblance entre cette équipe et les héros du dessin animé de William Hanna et Joseph Barbera appelé « Scooby-Doo », apparu en 1969.

### Alexander Harris
Alex est souvent gauche et gaffeur et n'a aucun pouvoir magique ou faculté particulière. C'est le meilleur ami d'enfance de Willow puis, plus tard, de Buffy. Il est d'ailleurs avec elles deux le seul personnage ayant figuré au générique de Buffy du premier au dernier épisode. Ce personnage est interprété par Nicholas Brendon.

### Anya Jenkins
Ancienne démon vengeur des femmes bafouées ayant perdu ses pouvoirs, Anya développe par la suite une relation amoureuse avec Alex et tente de s'adapter à sa nature de mortelle. Ce rôle est interprété par Emma Caulfield.

### Cordelia Chase
Présente dans les saisons 1 à 3 de Buffy, Cordelia est présentée comme la peste superficielle de la série. Elle développe une relation avec Alex mais le quitte quand celui-ci la trompe avec Willow. Elle part ensuite pour Los Angeles en même temps qu'Angel et travaille pour lui au sein d'Angel Investigations. Ce personnage est joué par Charisma Carpenter.

### Dawn Summers
Interprétée par Michelle Trachtenberg, Dawn Summers est à l'origine une clef mystique envoyée par un ordre de moines à Buffy sous forme de petite sœur pour que la Tueuse prenne soin d'elle au début de la saison 5. Sa nature finit par être révélée mais Buffy l'accepte comme étant sa vraie sœur.

### Oz
Petit ami de Willow dans les saisons 2 à 4, Oz la quitte afin de mieux comprendre sa nature de loup-garou. Lorsqu'il revient à Sunnydale, Willow le repousse car elle est désormais avec Tara. Ce personnage est joué par Seth Green.

### Riley Finn
Riley Finn est un soldat membre de l'Initiative, un complexe scientifique-militaire qui étudie et capture les démons, présent dans les saisons 4 et 5. Petit ami de Buffy, il finit par la quitter car il se rend compte qu'elle ne l'aime pas.

### Tara Maclay
Tara apparaît pour la première fois dans la saison 4. Sorcière compétente, elle se rapproche peu à peu avec Willow et développe une relation passionnée avec elle. 

### Willow Rosenberg
Willow Rosenberg est une jeune fille brillante, passionnée d'informatique, qui développe au fur et à mesure de la série de grandes capacités en magie. Elle est la meilleure amie de Buffy.

## Conseil des observateurs
L'observateur est une personne élue par le Conseil pour surveiller une Tueuse. Il doit l'entraîner, la conseiller, et la protéger de tout danger. Si un Observateur est jugé trop vieux, ou incompétent, par le Conseil, il est renvoyé, et un autre Observateur le remplace.

### Rupert Giles
Durant les trois premières saisons, Giles est l'observateur de Buffy. Par la suite, il reste tout de même auprès de Buffy afin de l'aider dans sa lutte contre le mal. Il joue surtout le rôle de guide pour tous les personnages du Scooby-Gang. Très paternel envers sa tueuse, il est même renvoyé de son poste d'observateur car il est trop proche d'elle. Guide spirituel pour Willow lorsqu'elle se perd dans sa magie, son intelligence et son savoir font de lui un personnage clef de la série.

### Wesley Wyndam-Pryce
Wesley Wyndam-Pryce est un observateur envoyé par le Conseil, lors de la saison 3, pour remplacer Giles lorsque celui-ci est renvoyé. Il est incapable d'affirmer son autorité sur Buffy et Faith et part ensuite pour Los Angeles, où il intègre l'équipe d'Angel.

### Gwendolyn Post
Gwendolyn Post apparaît dans l'épisode Révélations de la saison 3 de Buffy contre les vampires et est jouée par Serena Scott Thomas. Elle intervient à la fin d'un combat opposant Faith et Buffy à deux vampires. Elle commente le combat en insistant sur les améliorations à apporter et prétend être envoyée par le conseil pour devenir l'observatrice de Faith. Cette dernière est d'abord opposée à cette idée, mais Gwendolyn Post parvient à influencer Faith et à l'éloigner du groupe pour parvenir à ses fins. En effet, l'observatrice aide le groupe à traquer un démon à la recherche d'un artefact magique dans le but de s'en emparer. Giles découvre que la nouvelle venue a été expulsée de l'organisation des observateurs. Elle parvient à s'emparer de l'objet magique en faisant s'affronter Buffy et Faith mais elle est tuée peu après.

### Quentin Travers
Quentin Travers, interprété par Harris Yulin, est le dirigeant du Conseil des Observateurs. Il est présenté pour la première fois dans la saison 3 de Buffy contre les vampires au cours de l'épisode Sans défense. Il insiste pour que Buffy passe pour son 18e anniversaire l'épreuve traditionnelle que doit subir chaque Tueuse à cette date et qui consiste à lui faire affronter un vampire alors qu'elle est privée de ses pouvoirs. Il renvoie Giles de son poste devant le refus de celui-ci de coopérer. Dans l'épisode l'Inspection, il est à la tête d'une délégation d'Observateurs qui vient apporter à Buffy des informations sur Gloria mais seulement si elle accepte de se soumettre à toute une série de nouveaux tests. Buffy finit par retourner la situation à son avantage et lui fait accepter un marché où il accepte notamment de réintégrer Giles. Il fait une dernière apparition dans la saison 7 de Buffy contre les vampires (épisode Le Sceau de Danzalthar) où il est tué dans l'explosion du siège du Conseil alors qu'il s'apprêtait à apporter toute son aide à Buffy dans son combat contre la Force.

## Tueuses de vampires

### Buffy Summers
Buffy est le personnage principal de la saga. Elle est une tueuse de vampires et sa mission est de combattre les vampires et les démons. Sa mère s'appelle Joyce et Dawn (saison 5) est sa sœur. Elle tombe amoureuse d'Angel, un vampire avec une âme, à partir de la saison 1, mais ils se quittent dans la saison 3.

### Faith Lehane
Faith apparaît dans la saison 3. Tueuse de vampires, elle prend beaucoup de plaisir à combattre. Après avoir tué accidentellement un homme, elle se met au service du maire pour échapper à sa propre culpabilité. Plongée dans le coma par Buffy, elle se réveille pendant la saison 4 et réussit à échanger de corps avec Buffy à l'aide d'un artefact magique. Prenant conscience de sa propre souffrance, elle s'enfuit à Los Angeles, à nouveau dans son propre corps. Elle se livre d'elle-même à la police et est mise en prison. Elle s'évade pour aider Angel dans la saison 4 de la série homonyme, puis retourne dans Buffy contre les vampires dans la saison 7 pour combattre la Force.

### Kendra Young
Kendra est la tueuse qui a été activée lorsque Buffy est cliniquement morte durant quelques secondes après s'être noyée à la suite de son premier combat contre le Maître. Elle est l'opposé de Buffy, elle écoute et respecte son observateur et suit les consignes et les règles du rôle de tueuse à la lettre. Elle a appelé son pieu préféré M. Pointu. Elle est envoyée à Sunnydale à deux reprises et est finalement tuée par Drusilla.

### Kennedy
Kennedy est une tueuse potentielle venue d'Angleterre qui développe une relation amoureuse avec Willow lors de la dernière saison de la série.

### Nikki Wood
Nikki Wood, interprétée par April Weeden-Washington et K. D. Aubert, est une Tueuse qui a été appelée dans les années 1970 et a été tuée par Spike. La première apparition de Nikki Wood, jouée par April Weeden-Washington, est dans le septième épisode de la cinquième saison, La Faille. Alors que Buffy, blessée par un vampire ordinaire, demande à Spike de lui raconter comment il a réussi à vaincre deux tueuses, celui-ci lui raconte sa bataille contre Xin Rong ainsi que son dernier combat contre Nikki Wood dans un métro de New York en 1977. Les flashbacks montrent le vampire la tuer en lui brisant la nuque puis lui prendre son manteau. Dans l'épisode Rendez-vous dangereux de la saison 7, il est révélé qu'elle a eu un fils alors qu'elle était une Tueuse, Robin Wood. La série montre alors La Force s'adresser à lui pour l'influencer sous la forme de Nikki, jouée à ce moment par K.D. Aubert. La dernière apparition du personnage dans la série est dans l'épisode Un lourd passé où l'on apprend qu'elle faisait passer sa mission de Tueuse avant tout, y compris son fils.
Dans les comics, l'histoire Nikki Goes Down de la minisérie Tales of the Slayers lui est consacrée. Elle apparaît aussi dans la nouvelle Tales of the Slayer Vol. IV, dans laquelle son observateur, en raison de sa grossesse, essaye de lui épargner le Cruciamentum, c'est-à-dire l'épreuve que subit une Tueuse pour ses 18 ans où elle doit tuer un vampire sans ses pouvoirs, épreuve que Buffy passe dans l'épisode de la saison 3 Sans défense. Mais c'est dans Blackout, la nouvelle qui lui est consacrée, qu'on en apprend le plus sur elle. Le personnage fait aussi des apparitions dans la nouvelle Queen of the Slayers et dans les comics Auld Lang Syne et The Chain, où elle apparaît comme élément de la chaîne liant toutes les Tueuses.

### La Première Tueuse
La Première Tueuse (interprétée par Sharon Ferguson), également appelée Tueuse primitive, est celle qui débute la longue lignée des Tueuses de Vampires. Dans les premiers temps du monde, les démons et autres créatures infernales parcouraient le monde. Un groupe de trois hommes, appelés les Hommes de l'Ombre, qui par la suite deviennent les Observateurs, utilisèrent la magie pour s'approprier et canaliser l'essence maléfique qui donne leurs pouvoirs à tous les démons et vampires. Ils ont implanté cette puissance dans une jeune femme qui devint alors l'égal des démons et vampires : La Tueuse. La première Tueuse apparaît pour la première fois dans la série dans l'épisode Cauchemar où elle essaie de tuer Buffy, Willow, Alex et Giles par l'intermédiaire de leurs rêves. Giles explique cette tentative par le fait qu'ils ont provoqué sa colère en unissant leurs pouvoirs pour vaincre Adam, niant ainsi le fait que la Tueuse est la source du pouvoir. Plus tard, elle apparaît sous forme d'esprit dans l'épisode La Quête où elle annonce à Buffy que « la mort est son cadeau », puis dans l'épisode Retour aux sources où l'on découvre ses origines.

### Tueuses potentielles
Les tueuses potentielles sont des jeunes filles qui peuvent être appelées à remplacer la tueuse en exercice lorsque celle-ci trouve la mort. Lors de la saison 7, la Force cherche à les éliminer et de nombreuses potentielles se rassemblent alors à Sunnydale pour se placer sous la protection de Buffy et du Scooby-gang.

## Angel Investigations
Angel Investigations est le cabinet de détectives privés créé par Angel à Los Angeles après son départ de Sunnydale. Cordelia Chase et Wesley Wyndam-Pryce, déjà apparus dans la série Buffy, font partie de ses employés.

### Allen Francis Doyle
Doyle est, avec Cordelia, le premier partenaire d'Angel. C'est un demi-démon qui a des visions, qui lui sont envoyés par les puissances supérieures.

### Charles Gunn
Gunn est le chef d'un gang des rues qui protège son quartier des vampires. Il intègre Angel Investigations au début de la saison 2.

### Winifred Burkle
Fred est une scientifique qui était retenue dans la dimension de Pylea, dont elle est délivrée par Angel et son équipe à la fin de la saison 2, et intègre l'équipe au début de la saison 3. 

### Connor
Connor est le fils d'Angel et de Darla qui naît au cours de la saison 3. Il est enlevé par Daniel Holtz alors qu'il est bébé et emmené par lui dans une autre dimension où le temps passe différemment. Il revient ainsi sur Terre quelques mois plus tard mais est devenu un adolescent. Il tombe amoureux de Cordelia Chase et devient le père de Jasmine.

### Lorne
Lorne est un démon originaire de Pylea, passionné de musique et ayant le pouvoir de lire dans les pensées et l'avenir des gens lorsque ceux-ci chantent, qui tient un bar-karaoké lors de la saison 2. Il rejoint l'équipe d'Angel au cours de la saison 3.

## Humains

### Amy Madison
Amy est une sorcière qui se transforme elle-même en rat pour échapper à la mort et que Willow recueille. Elle reste sous forme de rat durant presque trois ans avant que Willow ne parvienne enfin à lui rendre sa vraie forme. 

### Andrew Wells
Andrew est un membre du Trio, avec Warren et Jonathan, qui est spécialisé dans l'invocation de démons. Il est par la suite capturé par le Scooby-gang et finit par l'intégrer.

### Ben
Ben, interprété par Charlie Weber, apparaît en tout dans 14 épisodes de la saison 5. Il est l'hôte humain de Gloria. Lorsqu'il est en possession de son corps, Ben est interne en médecine à l'hôpital de Sunnydale. Alors que Joyce Summers, la mère de Buffy, fait un malaise, il la prend en charge et fait tout de suite une bonne impression aux trois Summers (épisode Sœurs ennemies). Mais en secret, il est obligé d'invoquer un démon pour éliminer les fous que Gloria laisse après s'être nourrie de leur santé mentale alors que la mère de Buffy est en plein traitement et a quelques problèmes mentaux (épisode Météorite). 
Lorsque Dawn Summers apprend qu'elle est la Clé, elle s'enfuit vers l'hôpital et se confesse auprès de Ben. Celui-ci se métamorphose peu après en Gloria mais, heureusement, Gloria ignore ce que Ben vient d'apprendre et Dawn oublie immédiatement la transformation de Ben en Gloria, ce qui arrive à tout humain assistant à cette métamorphose. Ben peut communiquer avec la déesse grâce aux mignons de celle-ci et il dévoile accidentellement à l'un d'eux que la Clé est humaine. Se rendant compte de la gravité de ce qu'il vient de dire, il poignarde le démon mais celui-ci réussit à retrouver sa maîtresse et lui annonce ce qu'il a appris (épisode La Clé). Plus tard, Ben tente d'engager une relation romantique avec Buffy mais celle-ci, bien qu'attirée par le jeune homme, finit par décliner son offre (épisode Chagrin d'amour). Ben finit par perdre son travail à cause de la présence trop encombrante de Gloria, dont la personnalité prend de plus en plus l'ascendant sur le corps qu'ils partagent. 
Dans l'épisode La Spirale, Buffy appelle Ben à l'aide pour sauver Giles, blessé, et il le soigne mais se métamorphose ensuite en Gloria, qui enlève alors Dawn. Ben tente de lutter pour reprendre le contrôle de son corps et rend Gloria un peu plus humaine, ce qui a également comme effet de la rendre folle. Ben tente de sauver Dawn en l'aidant à fuir mais Gloria le force à la ramener et passe un marché avec lui (épisode Sans espoir). Quand le rituel de Gloria commence, Buffy attaque la Déesse et la blesse grièvement, la faisant reprendre sa forme la plus faible : Ben. Mais Buffy n'est pas capable de tuer un humain alors lui laisse la vie sauve mais, après son départ, Giles apparaît et s'en charge en l'étouffant, ce qui empêche donc Gloria de revenir (épisode L'Apocalypse).

### Cassie Newton
Cassie Newton est une lycéenne que Buffy cherche à aider dans l'épisode La Prédiction car elle a eu le pressentiment de sa propre mort prochaine. 

### Chantarelle / Lily / Anne Steele
Interprété par Julia Lee, ce personnage apparaît tout d'abord sous le pseudonyme de Chantarelle dans l'épisode Mensonge où elle fait partie d'un groupe qui vénère les vampires. Elle réapparaît plus tard dans l'épisode Anne sous le nom de Lily, où elle reconnaît Buffy quand celle-ci est à Los Angeles. Elle lui demande de l'aider à retrouver son petit ami qui a disparu et se retrouve avec elle dans une dimension démoniaque où les humains sont utilisés comme esclaves. Elle aide Buffy à triompher de ces démons avant de reprendre le travail de serveuse et l'identité, Anne, qu'utilisait la tueuse lorsque celle-ci décide de revenir à Sunnydale. Elle apparaît par la suite dans quelques épisodes de la saison 2 d'Angel, où elle dirige un foyer de sans-abris, ainsi que dans le tout dernier épisode de cette série.

### Daniel Holtz
Daniel Holtz, interprété par Keith Szarabajka, est un chasseur de vampires du XVIIIe siècle, originaire d'Angleterre. Il pourchasse Angelus et Darla à travers le monde, en Europe et en Afrique du Nord, pendant de très nombreuses années. Ils décident alors de riposter en 1764 à York en tuant son fils et sa femme, et en transformant sa fille Sarah en vampire. Quand Holtz découvre ce qu'Angelus et Darla ont fait, il n’a d’autre choix que d’exposer sa fille aux rayons du soleil (flashbacks de l'épisode Le Fils d'Angel). En 1767 à Marseille, il retrouve Angelus en compagnie de Darla et de deux autres vampires (James et Elizabeth) mais il lui échappe (flashbacks de l'épisode À cœur perdu). Souhaitant à son ennemi un sort pire qu’une simple mort rapide, Holtz gaspille plusieurs occasions de tuer Angelus. Finalement, il réussit à le piéger dans les égouts de Rome en 1773 et le torture pendant de longues heures. Mais Darla survient et libère son amant. Après ce nouvel échec, Holtz abandonne sa traque vengeresse et mène une vie d’ermite (flashbacks de l'épisode La Prophétie).
Neuf ans après, le démon Sahjhan se présente à lui et lui offre une chance de mener sa vengeance à terme. Holtz est transporté à travers le temps et l’espace, puis atterrit à Los Angeles en 2001, où Sahjhan lui confie une armée démoniaque (épisode Accélération). Beaucoup de choses ont changé en 227 ans : Darla est enceinte de Connor et Angel possède maintenant une âme. Puisque sa motivation relève davantage de la vengeance que de la justice, Holtz épargne une nouvelle fois la vie d'Angel alors qu'il a l'occasion de le tuer (épisode Le Fils d'Angel). Il élabore un plan plus complexe en utilisant Connor, le fils d’Angel, pour causer autant de peine au vampire qu’Angelus lui en a causé. Il se débarrasse des démons de Sahjhan et recrute sa propre armée de chasseurs de vampires, Justine Cooper en tête (épisode Papa). Il manipule Wesley Wyndam-Pryce pour que celui-ci enlève Connor, après quoi Justine Cooper piège Wesley et lui tranche la gorge. Justine remet ensuite Connor à Holtz. Quand Holtz est retrouvé à la fois par Angel, Wolfram & Hart et Sahjhan et que ce dernier ouvre un passage vers la dimension de Quor-Toth, il se jette dedans avec Connor pour leur échapper (épisode Bonne nuit Connor). 
Après quelques semaines, Connor et Holtz réapparaissent à Los Angeles (épisode Un nouveau monde) mais plusieurs années se sont passés dans la dimension de Quor-Toth et Connor, que Holtz a élevé comme son fils adoptif, est désormais un adolescent. Holtz donne alors l’impression de vouloir que Connor vive une vie paisible avec son père biologique, mais ce n’est que la dernière étape de son plan : il retrouve Justine Cooper et lui demande de le tuer, de façon à faire croire qu'il a été attaqué par Angel. Justine le poignarde alors deux fois dans le cou avec un pic à glace pour simuler la morsure d’un vampire (épisode Bénédiction).

### Devon MacLeish
Devon (interprété par Jason Hall) est un lycéen de Sunnydale qui est le chanteur du groupe Dingoes Ate My Baby, dans lequel joue Oz. Il apparaît dans plusieurs épisodes des saisons 2 à 4 mais son rôle reste très mineur.

### Ethan Rayne

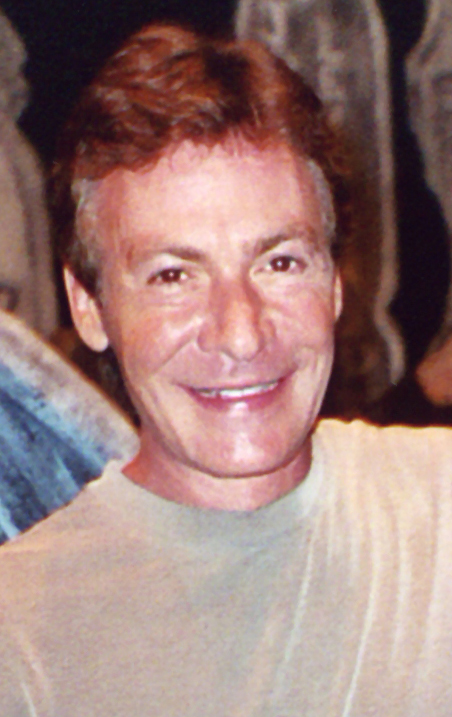
Robin Sachs, interprète d'Ethan Rayne.

Ethan Rayne, interprété par Robin Sachs, apparaît pour la première fois durant la saison 2, tout d'abord dans l'épisode Halloween où il est présenté comme le propriétaire d'un magasin de costumes qui s'avère être en réalité un sorcier adepte du Chaos et spécialisé dans les malédictions et la démonologie. Il enchante ses costumes pour que ceux qui les portent prennent la personnalité de ce en quoi ils sont déguisés et est finalement arrêté par Giles. On apprend que les deux hommes sont de vieilles connaissances dans l'épisode la Face cachée où il rend visite à Giles pour le prévenir que le démon Eyghon, qu'ils ont invoqué ensemble dans les années 1970 au cours d'une tentative qui s'est révélée désastreuse et dont ils portent la marque, s'est libéré et a l'intention de les tuer. Il assomme Buffy et lui tatoue la marque alors qu'il enlève la sienne avec de l'acide pour qu'elle soit tuée à sa place. Eyghon est finalement vaincu par Angel mais Ethan s'échappe.
Dans l'épisode Effet chocolat (saison 3), il est engagé par Mister Trick pour lancer un sort sur des chocolats afin que les adultes qui en mangent aient un comportement d'adolescents irresponsables, ce qui sert de distraction pendant qu'un plan plus sinistre est à l'œuvre. Le plan est finalement déjoué mais Ethan parvient une nouvelle fois à s'échapper. Enfin, dans la saison 4, il revient à Sunnydale dans l'épisode 314 sous le prétexte de prévenir Giles que l'Initiative va provoquer le chaos à travers quelque chose nommé 314. Les deux hommes passent la soirée à boire et, le lendemain, Giles s'aperçoit qu'Ethan lui a jeté le sort qui l'a transformé en démon. Finalement, la malédiction est rompue et Ethan est arrêté par l'Initiative et envoyé en prison.
Dans Buffy contre les vampires, Saison huit, comics qui reprennent la suite de la série télévisée, Ethan Rayne réapparaît dans Un long retour au bercail mais il aide cette fois-ci Buffy dans le monde des rêves. Quand Buffy s'infiltre dans l'installation militaire où il est retenu prisonnier, elle découvre qu'Ethan vient d'être tué par le général Voll. Dans Angel & Faith, son corps est possédé par le démon Eyghon, qui l'utilise notamment pour voler le corps de Giles après son enterrement.
Pour Joss Whedon, Ethan Rayne est un méchant qui a une double utilité. Il est très pratique car il adore semer le chaos, ce qui est une source aisée de scénarios, et, de plus, il permet de dévoiler le passé assez trouble de Giles.

### Forrest Gates
Forrest Gates est un membre de l'Initiative et un ami de Riley Finn. Il devient peu à peu inquiet de la relation que Riley entretient avec Buffy et qui éloigne son ami de l'Initiative.

### Graham Miller
Graham Miller (interprété par Bailey Chase) est un membre de l'Initiative, ainsi qu'un ami de Riley et de Forrest Gates, qui apparaît à plusieurs reprises dans les saisons 4 et 5, se faisant passer pour un étudiant comme ses collègues. Il aide Riley à obtenir son opération dans l'épisode Quand Spike s'en mêle avant de le persuader plus tard de quitter Sunnydale pour réintégrer l'armée dans l'escouade des chasseurs de démons dont il fait partie.

### Gwen Raiden

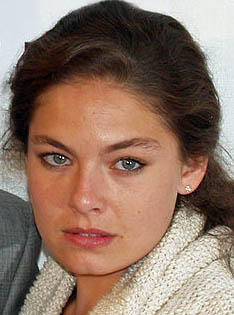
Alexa Davalos, interprète de Gwen Raiden.

Gwen Raiden, interprétée par Alexa Davalos, apparaît dans la saison 4 d'Angel, tout d'abord dans l'épisode Cordelia, où es-tu ?. Elle a le pouvoir de créer et manipuler l'électricité et s'en sert pour mener une carrière de cambrioleuse. Elle lutte contre Angel pour la possession d'un artefact mais finit par devenir amie avec lui. Dans l'épisode La Course du soleil, elle aide Angel Investigations à lutter contre la Bête, et dans Opération Lisa, sa dernière apparition, elle vole, avec l'aide de Gunn, un objet lui permettant de toucher les autres sans les tuer, et couche ensuite avec Gunn. On la revoit ensuite dans Angel: After the Fall en comics où elle apporte son aide pour combattre la horde de démons avec ses pouvoirs.

### Hank Summers
Hank Summers est le père de Buffy, son rôle est joué par Dean Butler. Joyce et lui ont divorcé et, depuis lors, il ne s'occupe que très peu de sa fille, apparaissant seulement dans 4 épisodes de la série.

### Jenny Calendar
Jenny Calendar est professeur d'informatique au lycée de Sunnydale et elle développe une relation romantique avec Giles. Elle fait aussi partie de la tribu de bohémiens qui a maudit Angel.

### Jonathan Levinson
Jonathan est un jeune homme en butte à de constantes moqueries et en quête de reconnaissance. Compétent en sorcellerie, il finit par intégrer le Trio mais son bon fond le met en opposition avec Warren Mears.

### Joyce Summers
Joyce est la mère de Buffy ainsi que l'ancre de normalité dans la vie de sa fille et des amis de celle-ci. Elle finit par apprendre la fonction de Buffy et, après une période de rejet, à accepter son rôle de tueuse de vampires.

### Justine Cooper
Justine Cooper, interprétée par Laurel Holloman, est une jeune femme dont la sœur jumelle Julia a été tuée par des vampires. Depuis elle passe ses nuits à les chasser dans les cimetières, et elle est la première que Daniel Holtz contacte pour fonder sa nouvelle armée contre Angel. Après qu'il lui a empalé la main avec un pic à glace, elle finit par adhérer à sa cause, et devient sa disciple. Il la charge de trouver d'autre gens comme eux qui avait perdu ce qu'ils aimaient (épisode Accélération). Par la suite quand Wesley Wyndam-Pryce rencontre Holtz en secret pour protéger Connor, il essaie de la rallier à sa cause mais elle le piège et lui tranche la gorge et elle enlève Connor pour le remettre à Holtz (épisode Bonne nuit Connor). Après une confrontation avec Lilah Morgan, Angel et Sahjhan, Holtz abandonne Justine en plongeant dans le portail pour Quor-Toth. Attristée par le départ de Holtz, elle contacte les membres de la milice pour tuer Angel mais elle échoue. Elle arrive cependant à piéger Sahjhan dans une urne (épisode Impardonnable). 
Lorsque Holtz réapparaît à Los Angeles, il lui demande de le poignarder au cou avec un pic à glace pour faire croire à Connor que c'est Angel qui a tué son père adoptif. Elle aide ensuite Connor à enfermer Angel dans un cercueil et l'envoyer au fond de l'océan (épisode Demain). Justine est enlevée par Wesley, qui la retient prisonnière dans un placard de son appartement jusqu'à ce qu'elle le conduise à l'endroit où elle et Connor ont envoyé Angel par le fond. Une fois Angel libéré, Wesley l'attache avec des menottes et lui jette les clés, lui disant qu'elle a désormais le choix entre vivre sa vie ou continuer à être l'esclave des autres ; on ne sait pas ce qu'elle devient après cet épisode (Dans les abysses). Elle apparaît en tout dans 8 épisodes de la série Angel.

### Kate Lockley
Kate Lockley est un officier de police de Los Angeles qui rencontre Angel au début de la série éponyme et devient son contact au sein de la police.

### Larry Blaisdell
Larry Blaisdell, interprété par Larry Bagby, est un lycéen de Sunnydale qui apparaît dans plusieurs épisodes des saisons 2 et 3. Il persécute Alex dans l'épisode Halloween avant de lui révéler son homosexualité lors de l'épisode Pleine lune. Cette confession le rend plus attentionné et soucieux des autres et, dans le monde parallèle de l'épisode Meilleurs Vœux de Cordelia, il fait partie de l'équipe de Giles. Il trouve la mort lors du combat contre le maire dans l'épisode La Cérémonie.

### Les Gardiennes
Buffy rencontre la dernière Gardienne dans l'épisode La Fin des temps, partie 1 de la saison 7. La gardienne présente son groupe à Buffy comme étant les protectrices des Tueuses de vampires. Ces dernières sont guidées par les observateurs, que la gardienne nomme « hommes de l'ombre », et les gardiennes surveillent les observateurs depuis des siècles. Le groupe des gardiennes est à l'origine de la fabrication de la Faux magique des Tueuses en y canalisant l'essence même du pouvoir de la Tueuse. La Faux a été forgée dans le plus grand secret pour que les observateurs n'apprennent pas son existence. Puis la Faux s'est retrouvée à Sunnydale pour que Buffy l'utilise dans le combat final contre la Force. Malheureusement pour la gardienne, Caleb lui brise la nuque peu après ces révélations. 

### Maggie Walsh
Maggie Walsh est le professeur de psychologie de Buffy à l'université mais elle est surtout la dirigeante de l'Initiative et la supérieure de Riley Finn, dont elle jalouse la relation avec Buffy.

### Nina Ash

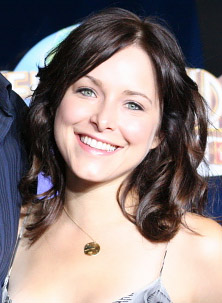
Jenny Mollen, interprète de Nina Ash.

Nina Ash, jouée par Jenny Mollen, est une jeune femme qui apparaît dans la saison 5 d'Angel. Elle est mordue par un loup-garou dans l'épisode La Fille loup-garou et devient elle-même une lycanthrope. Angel l'aide à surmonter son état en lui offrant l'aide matérielle de Wolfram & Hart. Dans l'épisode Les Marionnettes maléfiques, elle montre à Angel son intérêt pour lui et le vampire, d'abord réticent à cause de sa malédiction, convient d'un rendez-vous avec elle. Elle apparaît finalement dans l'épisode Jeu de pouvoir où elle a désormais une liaison avec Angel, mais celui-ci l'éloigne de Los Angeles car il craint pour sa vie à cause du double jeu qu'il mène avec les associés principaux de Wolfram & Hart.

### Olivia
Olivia est une vieille connaissance et petite amie de Giles qui apparaît dans la saison 4 de la série. Elle est jouée par Phina Oruche. Bien que résidant en Angleterre, elle rend par deux fois visite à Giles. Elle apparaît pour la première fois dans l'épisode Disparitions sur le campus. On la voit ensuite dans Un silence de mort, où elle dessine de manière précise un Gentleman. À la fin de l'épisode, elle révèle son malaise vis-à-vis du combat de Giles contre les forces du mal. Son personnage n'apparaît ensuite que dans Cauchemar, enceinte dans le rêve de Giles.

### Parker Abrams
Parker Abrams est un étudiant à l'université de Sunnydale apparaissant dans la saison 4 de la série. Il est joué par Adam Kaufman . Dans l'épisode Cohabitation difficile, il rencontre Buffy et semble commencer à se lier à elle. Ils font l'amour ensemble dans l'épisode suivant, Désillusions. Bien que Buffy ait l'impression de commencer une relation sérieuse, Parker considère qu'il ne s'agit que d'un moment de "plaisir sain". Buffy réalise alors qu'elle a été manipulée. Dans l'épisode Breuvage du diable, Parker tente de séduire Willow, mais celle-ci ne rentre pas dans son jeu. Plus tard dans l'épisode, après que Buffy, retournée dans un état primitif, lui sauve la vie, il lui exprime sa reconnaissance mais la tueuse l'assomme avec sa massue. La dernière apparition de Parker est dans l'épisode Intrigues en sous-sol, où Riley Finn l'assomme après qu'il a raconté une blague sexiste sur Buffy.

### Principal Flutie
Le principal Flutie, interprété par Ken Lerner, est le proviseur du lycée de Sunnydale au début de la saison 1. Il apparaît dans le premier épisode de la série, Bienvenue à Sunnydale, où il accueille Buffy Summers à son arrivée au lycée. Il lui assure croire en une seconde chance et fermer les yeux sur le passé déjà tumultueux de la jeune lycéenne. Il déchire devant elle son dossier scolaire pour le lui prouver, mais se ravise quand il se rend compte que Buffy a incendié le gymnase de son précédent lycée (Bienvenue à Sunnydale 1/2). Par la suite, il essaie d'empêcher Buffy de sécher les cours, puis avertit Joyce Summers des absences de sa fille, ce qui vaut à cette dernière les premières remontrances de sa mère depuis leur arrivée à Sunnydale (Bienvenue à Sunnydale 2/2). 
À la fois débonnaire et soucieux de maintenir un certain ordre, le principal Flutie n'impose que très mal son autorité. Comme son successeur, il trouve que Rupert Giles, le bibliothécaire de son établissement a un comportement aussi original que farfelu. Il l'attribue à ses origines anglaises dont il fustige les coutumes sociales. Même s'il cherche à concurrencer l'influence de Giles auprès de Buffy, il n'en a guère le temps. Il semble se préoccuper de l'impact de la découverte d'un cadavre sans tête par ses élèves, estime qu'il est important d'écouter les étudiants après un tel choc, et impose à Buffy de parler de ce traumatisme au psychologue scolaire sans écouter les objections de la Tueuse (Le Chouchou du prof). Il meurt dans l'épisode Les Hyènes, dévoré vivant par quatre de ses étudiants agissant sous l'influence mystique de hyènes. Selon le créateur de la série, Joss Whedon, la mort de ce personnage avait pour objectif de contribuer à la tension narrative. Un effet de surprise était créé, comme avec la mort de Jesse dans Bienvenue à Sunnydale 2/2, puisque les séries télévisées n'ont pas pour habitude de sacrifier les personnages récurrents au milieu de la fiction. La mort du principal Flutie laisse donc penser au téléspectateur que tout est possible.

### Principal R. Snyder
Le principal Snyder remplace Flutie lorsque celui-ci est tué. Son autoritarisme lui vaut d'être détesté par tout le lycée et il cherche à faire renvoyer Buffy, qu'il a pris en grippe.

### Rack
Rack, interprété par Jeff Kober, est un sorcier qui apparaît dans la saison 6. Dans l'épisode Dépendance, Amy emmène Willow le voir pour qu'il la recharge en énergie magique et Willow devient dépendante de cette expérience, seul l'accident qu'elle cause à Dawn la faisant renoncer. Plus tard, il se fait payer par Warren Mears en échange de sa protection magique mais Willow, devenue maléfique, vient ensuite le voir et le tue en le drainant de son énergie vitale (dans la première partie de Toute la peine du monde).

### Robin Wood

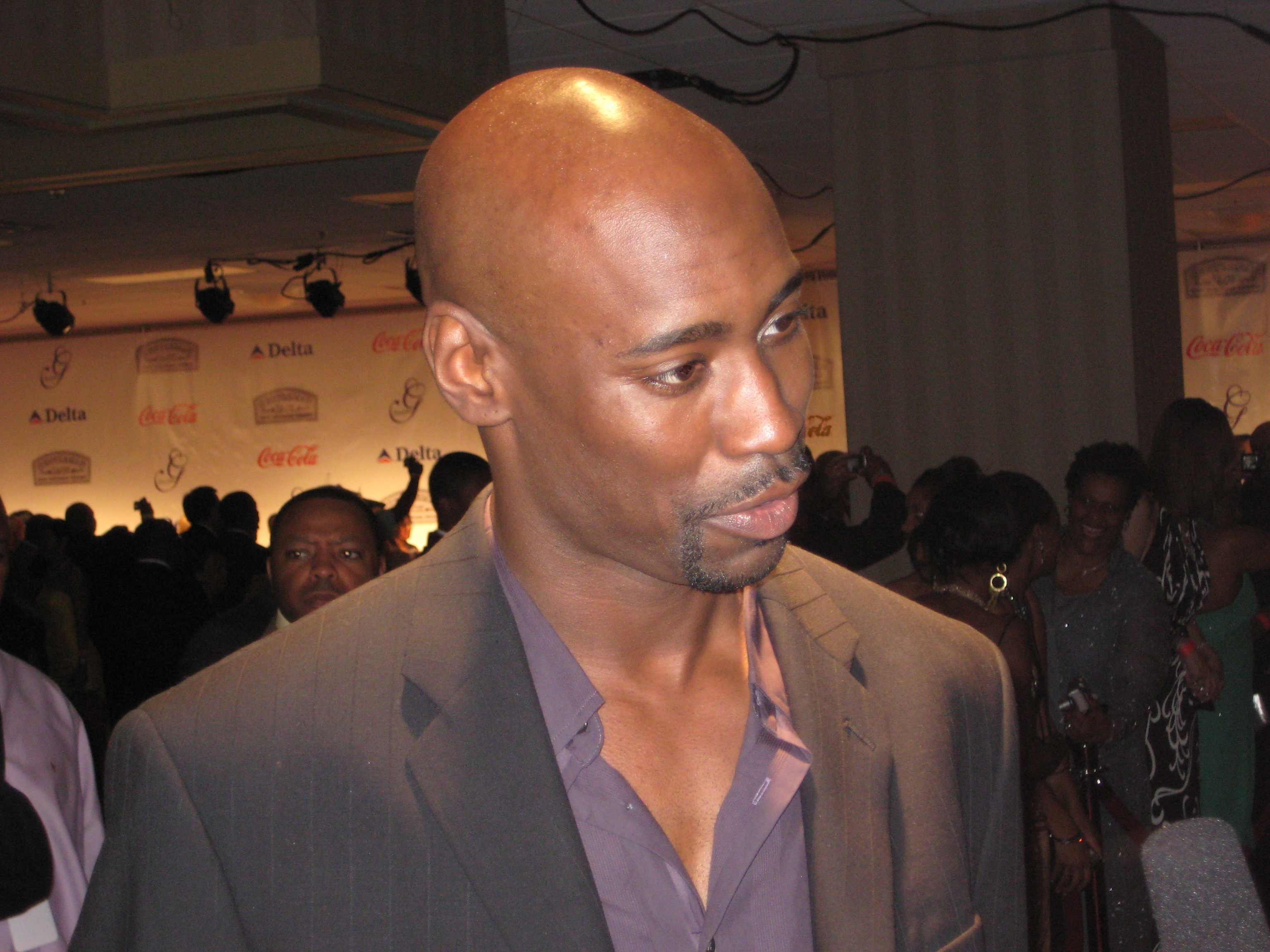
D. B. Woodside, interprète de Robin Wood.

Robin Wood, interprété par D. B. Woodside, apparaît dans la septième saison de la série en tant que nouveau proviseur du lycée de Sunnydale. C'est un afro-américain âgé de trente ans. 
Robin Wood prend ses fonctions en tant que proviseur lors du premier épisode de la saison 7, Rédemption, où il fait la connaissance de Buffy et l'engage comme conseillère d'éducation. Durant toute la première partie de la saison, ce personnage paraît plutôt sympathique dans le cadre de son travail et de ses relations avec Buffy, tout en sachant se faire respecter, mais agit parfois de manière étrange, comme dans l'épisode le Sceau de Danzalthar où il trouve le corps de Jonathan Levinson au sous-sol du lycée et l'enterre discrètement. 
Dans l'épisode Rendez-vous dangereux, où il invite Buffy au restaurant, il annonce à celle-ci qu'il est en fait un chasseur de démons et de vampires, et que sa mère n'était autre que la Tueuse Nikki Wood. Il combat aux côtés de Buffy et Spike mais, un peu plus tard, la Force, sous l'apparence de sa mère, lui apprend que Spike est le vampire qui a tué Nikki. Buffy présente à Robin le reste du Scooby-gang, mais le proviseur devient obnubilé par l'idée de venger sa mère en tuant Spike. Dans l'épisode Un lourd passé, il met au point un plan, avec la complicité de Giles, pour l'éliminer, mais lors du combat qui les oppose c'est Spike qui a le dessus. Le vampire lui laisse toutefois la vie sauve mais cet incident dégrade les relations entre Wood et Buffy, qui l'avertit de ne pas recommencer.
Robin convient que le combat contre la Force passe avant sa vendetta personnelle, et reprend la lutte au sein du groupe. Après le retour de Faith, il devient proche d'elle et tous les deux finissent par coucher ensemble (dans l'épisode Contre-attaque). Pour Faith ce n'est qu'une aventure de plus mais Wood parvient à la convaincre de poursuivre leur liaison. Il est gravement blessé par un Bringer dans l'épisode La Fin des temps, partie 2 mais parvient à survivre.
Dans les comics, il apparaît dans l'arc narratif Pas d'avenir pour toi ! de Buffy contre les vampires, Saison huit en tant que superviseur d'une escouade de Tueuses de vampires à Cleveland. Faith l'appelle son « ex » à cette occasion.

### Scott Hope
Scott Hope, interprété par Fab Filippo, est un lycéen de Sunnydale qui sort brièvement avec Buffy au début de la saison 3 avant de rompre avec elle dans l'épisode le Bal de fin d'année car elle ne lui accorde pas assez d'intérêt. Mais au cours de l'épisode Connivences, lors de la saison 7, Buffy apprend par un vampire qu'il est devenu gay.

### Veruca
Veruca (jouée par Paige Moss) est la chanteuse d'un groupe qui attire irrésistiblement Oz dans la saison 4. Elle se révèle être un loup-garou au cours de l'épisode Cœur de loup-garou où elle couche avec lui avant d'essayer de tuer Willow. Mais Oz intervient et la tue alors qu'ils se battent sous leurs formes de loups-garous.

### Virginia Bryce
Virginia Bryce (jouée par Brigid Brannagh) apparaît durant la saison 2 d'Angel. Dans l'épisode L'Usurpateur, son père engage Wesley pour la protéger et tous deux couchent ensemble. Il s'avère ensuite que son père voulait la sacrifier à un démon, qui refuse le sacrifice car elle n'est pas vierge. Virginia a ensuite une relation amoureuse avec Wesley pendant quelque temps mais le quitte car elle ne peut supporter les dangers que lui font courir sa profession. 

### Warren Mears
Warren est un jeune homme très doué en sciences qui est le leader du Trio. Sa misogynie et son ambition entraîne le Trio dans une spirale de mauvaises actions.

### Willy l'indic
Willy (joué par Saverio Guerra) est le propriétaire d'un bar ainsi qu'un informateur qui apparaît dans les saisons 2 à 4. Il rend service indifféremment au Scooby-gang ou aux vampires et autres êtres démoniaques suivant qui le paie ou le menace. Sa première apparition est dans l'épisode Kendra, partie 1 et sa dernière dans Stress.

## Robots

### April
April est un robot créé par Warren Mears dans le but d'en faire la petite amie parfaite mais dont il se lasse et qu'il abandonne. Elle part alors à sa recherche car elle est programmée pour l'aimer. April apparaît dans l'épisode Chagrin d'amour.

### Le Buffy-Robot
Le Buffy-Robot est une réplique à l'identique de Buffy Summers créée par Warren Mears sur la demande de Spike pour qu'il puisse coucher avec, à défaut de coucher avec la vraie Buffy. Il se distingue de l'original par sa manière de parler et ses remarques souvent déconcertantes. De plus avant sa reprogrammation par Willow à la fin de la saison 5, le robot prononçait sans cesse des compliments sur Spike. Il apparaît dans la saison 5 (épisode La Quête), où il est détruit une première fois par Gloria, puis, après avoir été réparé et reprogrammé par Willow, au début de la saison 6, car le Scooby-Gang le fait passer pour Buffy après la mort de celle-ci. Il est définitivement détruit par une horde de démons dans l'épisode Chaos.
Une référence est faite au robot dans Lignée (l'épisode 7 de la saison 5 d'Angel). Dans cet épisode un robot attaque Angel et son équipe s'interroge sur l'utilité de construire un robot. Spike suggère alors que le robot a peut-être été construit pour servir d'objet sexuel. Devant les regards interloqués des autres il ajoute que c'est bien plus courant qu'ils ne le pensent.

### Ted Buchanan
Interprété par John Ritter, Ted Buchanan est un robot qui sort brièvement avec Joyce Summers dans l'épisode le Fiancé.

## Vampires
Pour Joan Gordan et Veronica Hollinger, les frontières entre ce qui est « humain » et ce qui est « monstrueux » est de plus en plus problématisé dans les vampires post-modernes comme ceux de Buffy. Joss Whedon confirme cela en signalant que certains humains remplacent les véritables monstres. Pour Lorna Jowett, dans Buffy, ce sont surtout les vampires masculins qui interrogent ces frontières tandis que les vampires féminins demeurent des objets de crainte, définies par des relations hétérosexuelles et des « familles » qui les limitent et les féminisent.

### Angel
Ancien vampire terriblement cruel, Angelus devient Angel par la suite d'une malédiction. Il tombe amoureux de Buffy mais perd son âme après avoir fait l'amour avec elle, ce qui constitue un "moment de pur bonheur". Buffy est contrainte de le tuer mais Angel revient plus tard à la vie et tous les deux auront un temps une relation romantique avant qu'Angel, conscient des limites que la menace de perdre à nouveau son âme apporte, ne la quitte pour s'installer à Los Angeles. Présent dans les saisons 1 à 3 de Buffy contre les vampires, ses aventures à Los Angeles sont racontées dans le spin-off Angel.

### Dalton
Dalton fait partie des larbins de Spike et Drusilla dans la saison 2. Apparu pour la première fois dans Kendra, partie 1, où il essaie de traduire une formule censée guérir Drusilla, ce vampire paraît assez atypique ; il semble en effet calme, studieux et intelligent. En outre, il est le seul vampire de la série à porter des lunettes. Intéressant en dépit de ses rares apparitions, Dalton est tué par le Juge dans Innocence, à cause de son amour des livres.

### Darla
Prostituée au XVIIe siècle, Darla est transformée en vampire par le Maître. Elle reste auprès de lui avant de rencontrer Angelus et de s'établir avec lui après l'avoir engendré. Quand l'âme d'Angelus lui est rendue, elle le force à quitter le groupe qu'ils ont formé avec Spike et Drusilla. Elle est tuée par Angel dans les premiers épisodes de la série mais est plus tard ramenée à la vie par Wolfram & Hart. Quand elle revient à la vie, chez Wolfram & Hart, elle redevient humaine, avec une âme, et se sent très mal. Angel cherche à l'aider, mais elle s'enfuit. Elle apprend ensuite qu'elle est mourante, Angel cherche à lui obtenir une deuxième vie mais il échoue. Puis on découvre qu'elle est enceinte et qu'Angel est le père. Darla donne naissance à Connor, le fils d'Angel, après avoir passé une nuit avec lui. Elle se suicide pour lui donner naissance.

### Dracula
Le comte Dracula, interprété par Rudolf Martin, apparaît dans le premier épisode de la saison 5, Buffy contre Dracula. Il a le pouvoir de se transformer en chauve-souris ou en brume. Il est plus puissant que les vampires ordinaires.

### Drusilla
Drusilla est une vampire engendrée par Angelus, qui elle-même engendra Spike lorsqu'elle prit conscience qu'Angelus lui préférait Darla. Sa transformation en vampire l'a laissée à moitié folle et elle est pourvue de pouvoirs mystiques comme la précognition et l'hypnose. Présente dans toute la saison 2, elle quitte Sunnydale avec Spike quand Buffy défait Angelus. Elle quitte Spike lorsqu'elle se rend compte de son obsession pour Buffy. Elle est employée par Wolfram & Hart dans la saison 2 d’Angel pour ré-engendrer Darla, devenue humaine.

### Harmony Kendall
Harmony est une ancienne amie de Cordelia Chase qui est transformée en vampire à la fin de la saison 3. Très superficielle, elle fait une vampire particulièrement incompétente et a une relation tumultueuse avec Spike. 

### Jesse
Jesse est le meilleur ami d'Alex au début de la série mais est transformé en vampire dès le premier épisode et Alex doit le tuer peu après.

### Kakistos
Kakistos est un très vieux vampire d'origine grecque apparaissant dans l'épisode La Nouvelle Petite Sœur. Il est responsable de la mort de l'observatrice de Faith et poursuit cette dernière jusqu'à Sunnydale. Il a les pieds et les mains crochus, un simple pieu en bois ne suffit pas à le tuer car sa poitrine est très résistante du fait de son grand âge. Faith finit par le tuer à l'aide d'un gros poteau en bois.

### Kralik
Kralik, interprété par Jeff Kober, est un tueur en série transformé en vampire apparaissant dans l'épisode 12 de la saison 3 Sans défense. Cependant, à l'inverse des autres vampires, il cherche à vampiriser Buffy. Il enlève Joyce Summers afin d'attirer Buffy, mais cette dernière le trompe en versant de l'eau bénite dans un verre avec ses pilules, le tuant instantanément.

### Le Juste des Justes
Le Juste des Justes, ou Le Successeur, interprété par Andrew J. Ferchland, apparaît pour la première fois dans l'épisode Un premier rendez-vous manqué dans lequel il est transformé en vampire alors qu'il est un jeune garçon d'une dizaine d'années. C'est lui qui conduit Buffy jusqu'au Maître, suivant en cela la prophétie d'Aurelius. Après la mort du Maître, il prend temporairement la tête des vampires de Sunnydale mais échoue dans sa tentative de ressusciter le Maître, détestant davantage Buffy et est tué par Spike dans l'épisode  Attaque à Sunnydale. Spike, quand il arrive à Sunnydale, le met dans une cage qu'il laisse ensuite exposée au soleil. Il apparaît en tout dans 5 épisodes des deux premières saisons de Buffy contre les vampires.   

### Le Maître
Le Maître est un très vieux vampire qui dirige les vampires de Sunnydale lors de la première saison. Il est le premier grand méchant de la série.

### Luke
Luke, interprété par Brian Thompson, est un vampire qui fait partie de l'Ordre d'Aurelius. Quand il rencontre le Maître, celui-ci est déjà piégé dans la Bouche de l'Enfer de Sunnydale. Une fois par siècle, le Maître a l'occasion de s'échapper de cette prison lors d'un rituel appelé la Moisson. Pour accomplir ce rituel, il demande au plus fort de sa race (Luke) de lui servir de "vaisseau". Le seul moyen pour Buffy d'empêcher le Maître de s'échapper est de tuer le vaisseau. Luke est le principal adversaire de Buffy dans les deux premiers épisodes de la série. Celle-ci lui tend un piège pour le tuer, faisant passer la lumière d'un projecteur pour la lumière du jour afin de le déstabiliser.

### Lyle et Tector Gorch
Lyle et Tector Gorch, interprétés par Jeremy Ratchford et James Parks, sont deux frères vampires originaires du Texas et sont vampires depuis la fin du XIXe siècle. Pas très futés et ayant un look très cow-boy, ils apparaissent dans l'épisode Œufs surprises, où Tector est tué. Lyle revient à Sunnydale lors de l'épisode Le Bal de fin d'année car il fait partie des participants au concours organisé par Mister Trick et chargés de le débarrasser de Buffy et Faith. Après avoir échoué, Lyle quitte définitivement la ville et la série. Lyle et Tector Gorch ont été créés d'après les personnages homonymes du film La Horde sauvage.

### Mister Trick
Mister Trick, interprété par K. Todd Freeman, est un vampire afro-américain qui apparaît pour la première fois dans l'épisode La Nouvelle Petite Sœur alors qu'il travaille pour le vampire Kakistos, dans le but de tuer Faith. Il est présenté comme un vampire aimant le luxe et la technologie et préférant déléguer à des subalternes les tâches où il risque de se salir les mains. Ainsi, il engage des mercenaires et des démons pour tuer Buffy dans l'épisode le Bal de fin d'année, à la fin duquel il est engagé par le Maire Richard Wilkins pour lui servir de bras droit, et fait appel à Ethan Rayne dans l'épisode Effet chocolat. Trick est l'homme de confiance du Maire ainsi que le chef de son groupe de vampires jusqu'à l'épisode Au-dessus des lois où il est tué par Faith alors que lui-même s'apprêtait à mordre Buffy. Mister Trick apparaît en tout dans 5 épisodes de la saison 3 de Buffy contre les vampires.

### Spike
Spike est un vampire engendré par Drusilla et ainsi proche d'Angelus et Darla. Vampire rebelle et atypique au look caractéristique, il cultive une obsession pour les tueuses et en a d'ailleurs éliminé deux. Plus tard, il récupère volontairement son âme par amour pour Buffy.

### Sunday
Sunday, interprétée par Katharine Towne, est une ancienne étudiante devenue vampire qui dirige un groupe de vampires sur le campus. Elle apparaît dans le 1er épisode de la saison 4 Disparitions sur le campus. Avec ses acolytes, elle cause la disparition de beaucoup d'étudiants. Lorsqu'elle apprend que Buffy est présente sur place, décidant d'ajouter celle-ci à son tableau de chasse, elle tend un piège à cette dernière notamment en vampirisant Eddy, l'un des étudiants avec qui Buffy avait sympathisé. Quand Buffy parvient à tuer Eddy, Sunday, avec ses acolytes en tant que spectateurs, décide d'affronter seule cette dernière qui, sévèrement battue, est obligé de s'enfuir. Lors d'un deuxième combat, elle est finalement éliminée par Buffy.

### Turok-Han
Les Turok-Han sont les vampires originels qui sont plus forts et plus résistants que les vampires ordinaires. D'après les explications données par Giles, lorsque le monde a été remodelé pour les humains, le dernier Turok-Han à quitter la Terre aurait mordu un humain et ainsi créé une nouvelle race de vampires qui s'est agrandie au fil des siècles. Le Turok-Han apparaît pour la première fois dans l'épisode 9 de la Saison 7 de Buffy contre les vampires (Le Sceau de Danzalthar) après que la Force a fait couler le sang de Spike sur le Sceau de Danzalthar qui s'ouvre et libère le Turok-Han. Dans l'épisode suivant (L'Aube du dernier jour), Buffy affronte pour la première fois le Turok-Han, qui va la blesser très sérieusement. Dans l'épisode Exercice de style, Buffy est bien décidée à vaincre ce Turok-Han, et elle y parvient (après une lutte acharnée) en lui coupant la tête avec du fil de fer. Buffy se sert de cette victoire pour prétendument donner une leçon aux filles (les tueuses potentielles). On remarque dans ce même épisode que le Turok-Han n'a pas besoin d'invitation pour entrer dans la maison de Buffy alors que les vampires que rencontre Buffy habituellement sont obligés d'en avoir une. On revoit ce genre de vampire dans le tout dernier épisode de Buffy contre les vampires (La Fin des temps 2) mais par milliers. Après avoir ouvert le Sceau de Danzalthar (avec le sang des tueuses, des tueuses potentielles et des membres du Scooby-gang), une fois rentré dans la Bouche de l'Enfer, Buffy et ses amis découvrent des milliers de Turok-Han qui les attendent pour la bataille finale.

## Wolfram & Hart
Wolfram & Hart est un cabinet d'avocats de Los Angeles qui est contrôlé par trois puissants démons (les associés principaux) et qui est l'adversaire principal d'Angel dans la série du même nom.

### Cercle de l'Aiguille Noire
Le Cercle de l'Aiguille Noire est constitué des représentants sur Terre des associés principaux de Wolfram & Hart. Cette société secrète composée de démons, de sorciers et d'autres personnes influentes a pour but de préparer l'Apocalypse dans la saison 5 d'Angel.

### Eve
Eve, interprétée par Sarah Thompson, sert d'agent de liaison entre les Associés Principaux de Wolfram & Hart et l'équipe d'Angel, nouvellement promu à la tête de la succursale de Los Angeles. Bien qu'elle ait l'apparence d'une jolie jeune femme, Eve est en réalité une créature humanoïde née des Associés Principaux. Apparaissant dès le premier épisode de la saison 5, mystérieuse et peu digne de confiance, elle circule néanmoins à loisir dans les bureaux de W&H, semant le trouble et la suspicion sur son passage.
Malgré une brève relation physique avec Angel due à la magie (épisode Une fête à tout casser), il s'avère qu'Eve est en fait l'amante de Lindsey McDonald. Ensemble, ils élaborent un complot visant à faire croire que Spike est le champion décrit dans la Prophétie Shanshu, et ainsi démotiver suffisamment Angel pour qu'il renonce à son poste de PDG chez Wolfram & Hart. Ils commencent donc par utiliser un sort pour faire croire à Angel et son équipe que l'existence de deux vampires doués d'une âme représente une menace pour la stabilité de l'univers (épisode Destin). Ensuite, Eve et Lindsey manipulent Spike de façon à lui faire croire qu'il est le véritable champion de la Prophétie, destiné à défendre la veuve et l'orphelin, comme Angel dans le passé. Enfin, Eve applique une créature parasite sur Angel (épisode Cauchemars) afin que Spike le sauve et affirme ainsi son statut de champion. Malheureusement pour Eve, Angel s'aperçoit de son double jeu et, malgré ses dénégations, elle devient extrêmement suspecte aux yeux du vampire et de son équipe. La crédibilité d'Eve disparait totalement lorsque sa complicité avec Lindsey est révélée (épisode Le Retour de Cordelia). Tandis que Lindsey est envoyé dans une boucle temporelle par les Associés Principaux, Eve est chassée de chez W&H et trouve refuge dans l'appartement de Lindsey, protégée des Associés Principaux grâce aux symboles de dissimulation qui recouvrent les murs.
La position privilégiée d'Eve chez W&H prend fin lorsque cette dernière est confrontée au nouvel agent de liaison, Marcus Hamilton, qui l'oblige à renoncer à son immortalité (épisode Sous la surface). Angel, estimant qu'Eve peut être utile contre les Associés Principaux, la place sous la protection juridique de W&H. Grâce à Gunn, Lindsey échappe finalement à sa prison temporelle et les deux amants se retrouvent jusqu'à ce qu'Angel demande à Lindsey de participer au combat contre le Cercle de l'Aiguille Noire. Eve n'est pas convaincue des chances de survie de Lindsey à l'issue de cette bataille et lorsque, le moment venu, Angel lui annonce que « Lindsey ne reviendra pas », le terrible avenir que Lorne avait prophétisé à Eve se concrétise : elle a perdu son emploi, son amour et n'a nulle part où aller. La dernière apparition d'Eve se situe dans l'épisode L'Ultime Combat, quand elle attend désespérément le retour de Lindsey au milieu des bureaux de W&H qui s'effondrent. Son sort final reste inconnu mais Angel: After the Fall, qui prolonge la série télévisée, lors d'une conversation avec Wesley dans la chambre blanche, les Associés Principaux proposent de ressusciter Eve, afin qu'elle redevienne leur agent de liaison avec Angel. On peut donc penser qu'à un moment, après la série télévisée, Eve a finalement été tuée.

### Gavin Park

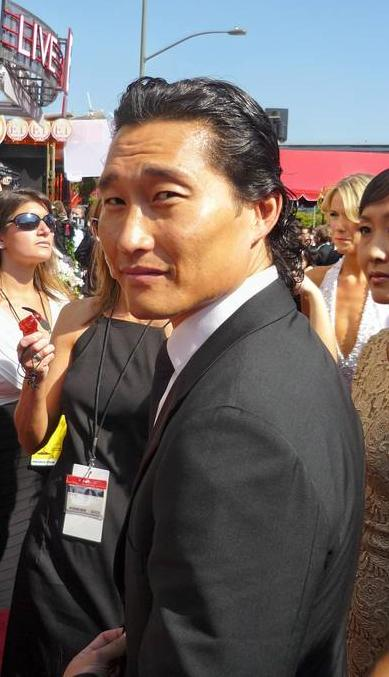
Daniel Dae Kim, interprète de Gavin Park.

Gavin Park, interprété par Daniel Dae Kim, remplace Lindsey McDonald au sein de Wolfram & Hart et tout comme son prédécesseur est en compétition avec Lilah Morgan. Contrairement à Lindsey, qui suit des pistes mystiques, Gavin prend des voies légales. C'est ainsi qu'il menace de racheter l'hôtel en jouant sur la non-conformité du bail de location signé par Angel, car officiellement Angel n’a pas d’existence. La plus grande réussite de Gavin est d’avoir réussi à installer un système de vidéo surveillance à l’hôtel pour espionner Angel et son équipe, jusqu'à ce que Lorne se mette à entendre les bourdonnements émis par l’équipement de surveillance.
Gavin et Lilah visent la même promotion, la direction de la "Division des Projets Spéciaux" et c'est cette dernière qui obtient le poste, après avoir tué Linwood Murrow. Elle devient par la même occasion le patron de Gavin. Dans l'épisode Le Piège, après s’être retrouvé enfermé dans les locaux de Wolfram & Hart, Gavin est tué par La Bête, qui lui brise la nuque.  Un système de sécurité transforme Gavin en zombie ainsi que toutes les personnes mortes dans les locaux de W&H.  Après s’être attaqué aux membres d'Angel Investigations qui étaient venu libérer Connor, Gavin est tué pour de bon par Gunn, qui le décapite d’un coup de hache.

### Holland Manners

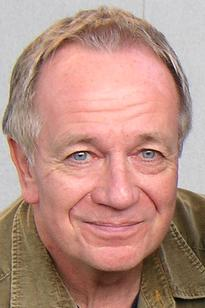
Sam Anderson, interprète de Holland Manners.

Holland Manners, interprété par Sam Anderson, dirige la branche de Wolfram & Hart de Los Angeles durant les deux premières saisons d'Angel. Holland Manners est un des plus anciens avocats de Wolfram & Hart, son rôle est d'attribuer les affaires et de s'assurer de la loyauté des employés à l'aide d'un médium et il fait supprimer tous ceux qui ont trahi le cabinet W&H. Au cours de ses premières années à W&H, il recrute du personnel, dont l'ancien champion de catch, Numéro Cinq. Il est craint de ses subordonnés : pour les contrôler il leur fait miroiter de fabuleuses récompenses, mais également un châtiment exemplaire en cas d'échec. Sous son aspect charmeur et débonnaire se cache un manipulateur sans pitié. 
Il prend Lindsey McDonald sous son aile, et lorsqu'il découvre que Lee Mercer envisage de rejoindre une société rivale en emportant sa liste de clients avec lui, il le fait immédiatement abattre devant tous les employés de W&H. Les médiums détectent également la connivence entre Lindsey et Angel pour sauver trois enfants innocents que devait tuer Vanessa Brewer. Holland hésite alors à exécuter Lindsey, qui est devenu son favori au sein de la firme. Afin de se protéger, Lindsey a cependant réuni des éléments de preuve incriminant Manners aux yeux des Associés Principaux. Manners est alors contraint de pardonner la trahison de Lindsey (Force aveugle). Devenu responsable de la division des projets spéciaux, il organise la résurrection de Darla et sa transformation par Drusilla en 2001 mais il est tué par ces deux vampires dans l'épisode Retrouvailles. Néanmoins, son contrat avec W&H s'étendant au-delà de la mort, il continue à servir la firme et apparaît ainsi à Angel dans l'épisode Le Grand Bilan.

### Knox
Knox, interprété par Jonathan M. Woodward, est un scientifique employé par Wolfram & Hart qui apparaît pour la première fois lors du dernier épisode de la saison 4 d'Angel, Une vraie famille. Il est ensuite un personnage récurrent de la saison 5, travaillant directement sous les ordres de Fred et nouant des relations amicales avec elle. Apparaissant comme un personnage sympathique malgré son affiliation à W&H, il sort même brièvement avec Fred avant que la jeune femme ne décide d'y mettre un terme. Mais dans l'épisode Un trou dans le monde, il se révèle comme étant le grand prêtre d'Illyria qui orchestre sa renaissance dans le corps de Fred. Illyria l'emmène avec elle dans l'épisode suivant mais, avant de franchir le portail qui mène à son temple, ils sont confrontés à Angel, Spike et Wesley, et ce dernier, pour venger la mort de Fred, lui tire dessus et le tue.

### Lee Mercer
Lee Mercer (interprété par Thomas Burr) est l'avocat associé de Lindsey McDonald et Lilah Morgan dans la saison 1 d'Angel. Il apparaît pour la première fois dans Raisons et Sentiments, engage Faith pour tuer Angel dans l'épisode Cinq sur cinq, et est tué par Holland Manners, qui l'accuse de vouloir quitter Wolfram & Hart en emmenant avec lui ses clients, dans l'épisode Force aveugle.

### Lilah Morgan
Lilah Morgan est une employée de Wolfram & Hart qui travaille à la division des projets spéciaux de la firme. Elle apparaît comme l'une des principales adversaires d'Angel et de son équipe durant les saisons 3 et 4. 

### Lindsey McDonald
Lindsey McDonald est, au début de la série Angel, un jeune avocat très ambitieux chargé de défendre les clients de la firme maléfique. Il développe rapidement une rivalité particulière avec Angel. Il va s'opposer à lui à plusieurs reprises mais, paradoxalement, les deux personnages se viendront en aide à tour de rôle. 

### Linwood Murrow
Linwood Murrow, joué par John Rubinstein, est le directeur de la division des projets spéciaux de Wolfram & Hart durant la saison 3 d'Angel et est le supérieur direct de Lilah Morgan, avec qui il est souvent en désaccord, et de Gavin Park. Il est décapité dans l'épisode Dans les abysses par Lilah Morgan, qui prend alors sa place.

### Marcus Hamilton

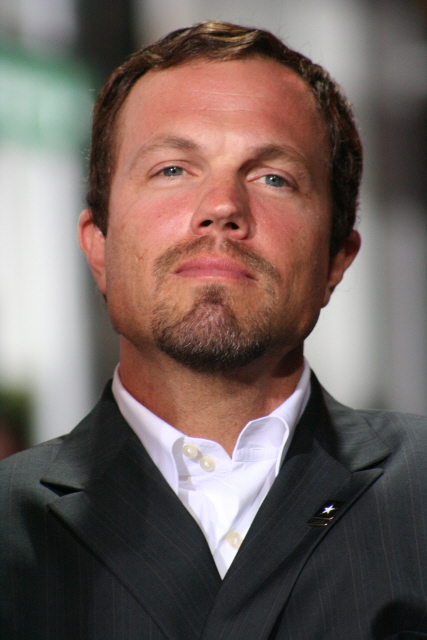
Adam Baldwin, interprète de Marcus Hamilton.

Marcus Hamilton, interprété par Adam Baldwin, apparaît lors de la dernière saison d'Angel quand il est envoyé à Los Angeles pour succéder à Eve en tant qu'agent de liaison des Associés Principaux de Wolfram & Hart avec l'équipe d'Angel (épisode Sous la surface). Il conseille Angel lorsque celui-ci fait semblant d'avoir été corrompu par Wolfram & Hart et rejoint le Cercle de l'Aiguille Noire mais il se méfie également de lui, suspectant une supercherie. Les Associés Principaux l'ont doté d'une force surnaturelle, aussi est-il capable de battre sévèrement Illyria quand celle-ci sert de protection à Drogyn et il enlève ce dernier pour l'offrir en sacrifice au Cercle (épisode Jeu de pouvoir).
Il entame une liaison avec Harmony, qui lui révèle les véritables intentions d'Angel, et il part aussitôt combattre le vampire. Lors du combat qui les oppose, Hamilton prend le dessus mais l'intervention de Connor sauve Angel. Hamilton révèle imprudemment à Angel que sa force provient du sang qui coule dans ses veines, et le vampire parvient à le mordre, absorbant une partie du fluide vital, ce qui lui donne un surcroît de pouvoir qui lui permet de tuer Hamilton. La mort d'Hamilton et des membres du Cercle de l'Aiguille noire provoque la colère des Associés Principaux qui envoient alors une horde de démons éliminer Angel et son équipe (épisode L'Ultime Combat).

## Démons

### Adam
Adam est une création de l'Initiative, en partie robot et en partie démon, qui échappe à ses créateurs pour poursuivre ses propres buts. C'est le principal méchant de la saison 4. 

### Caleb
Caleb est le bras droit de la Force, qui l'a doté d'une très grande force physique. C'est un ancien prêtre qui déteste les femmes.

### Clément
Clément est un démon qui joue un rôle récurrent mais mineur dans les saisons 6 et 7. Interprété par James Charles Leary, il a de grandes oreilles tombantes et une peau fripée. Contrairement aux autres démons, et bien qu'il n'ait pas d'âme, il est inoffensif et amical. Il apparaît pour la première fois dans l'épisode Tous contre Buffy. Plus tard, il est invité à l'anniversaire de Buffy, où on le fait passer pour un humain ayant des problèmes de peau, ainsi qu'au mariage d'Alex et Anya, et il garde Dawn après le départ de Spike à la fin de la saison 6. Durant la saison 7, on le voit dans l'épisode La Relève où il rencontre les tueuses potentielles dans un bar à démons. On le voit pour la dernière fois alors qu'il quitte Sunnydale avec les autres habitants de la ville dans l'épisode la Fronde. Il revient dans la saison 8 en comics (#21 Harmonique divergente), où il vit à Los Angeles et est devenu ami avec Harmony.

### D'Hoffryn
D'Hoffryn, interprété par Andy Umberger, est un puissant démon qui règne sur la dimension démoniaque d'Arashmahaar. Il dirige les démons de la vengeance, groupe dont font partie Anyanka et Halfrek. Il apparaît dans quatre épisodes de la série : Les Deux Visages, dans lequel il refuse de rendre ses pouvoirs à Anyanka ; Le Mariage de Buffy, où, impressionné par les pouvoirs de Willow, il lui propose de devenir un démon vengeur ; La Corde au cou, où il est invité au mariage d'Alex et Anya et rend ses pouvoirs à cette dernière quand elle est abandonnée par Alex au pied de l'autel ; et Crise d'identité, où Willow l'invoque pour arrêter le combat entre Buffy et Anya et où il annule la malédiction jetée par Anya à sa demande mais tue Halfrek en contrepartie.  

### Doc
Doc, interprété par Joel Grey, est un démon reptilien prenant une apparence humaine et spécialiste en magie noire. Il apparaît dans la saison 5 où il indique à Dawn le moyen de ressusciter sa mère dans l'épisode Pour toujours. Plus tard, il est laissé pour mort par Spike et Alex lorsqu'il s'est révélé être un serviteur de Gloria mais réapparaît dans le dernier épisode de la saison où il tente de terminer le rituel commencé par Gloria mais est précipité du haut de la tour par Buffy.

### Groosalugg
Le Groosalugg est un demi-démon originaire de Pylea, réputé pour être invaincu au combat, qui aide l'équipe d'Angel à quitter cette dimension et tombe amoureux de Cordelia.

### Halfrek
Halfrek, interprétée par Kali Rocha, fait partie des démons de la vengeance au service de D'Hoffryn et est une amie d'Anyanka. Sa fonction en tant que démon est de venger les enfants maltraités par leurs parents ou ceux qui en ont la garde.
Elle apparaît sous le nom de Cecily Underwood dans l'épisode la Faille lors d'un flashback se déroulant en 1880. Spike et elle se connaissaient quand Spike était humain et il était amoureux d'elle, mais ce n'était pas réciproque (elle lui dit qu'il n'était pas digne d'elle). Dans le comic Spike: Old Times, on apprend qu'elle était déjà un démon vengeur à cette époque et qu'elle était alors « en mission ». Dans l'épisode Fast food elle apparait pour la première fois en tant qu'Halfrek ; Anya l'a invoquée pour l'inviter à son mariage, mais Halfrek pense que ce mariage est une erreur et sème le doute dans l'esprit d'Anya. Dans l'épisode Sans issue, les amis de Buffy organisent une fête à la maison pour son anniversaire. Mais Halfrek exauce le vœu le plus cher de Dawn : que tous ses amis restent près d'elle. À la fin de la soirée, plus personne ne peut quitter la maison jusqu'à ce que Halfrek, qui s'est elle-même prise dans le sortilège, le rompe à contrecœur. C'est dans cet épisode qu'elle retrouve Spike, l'appelant "William". Elle apparaît également dans l'épisode la Corde au cou où elle fait partie des demoiselles d'honneur d'Anya. Après qu'Alex a abandonné Anya, elle pousse celle-ci à reprendre ses activités de démon vengeur.
Elle fait ensuite de brèves apparitions dans les épisodes Entropie et Rédemption. Elle apparaît pour la dernière fois dans l'épisode Crise d'identité, d'abord lors d'un flashback se déroulant lors de la Révolution russe de 1905, puis à la fin de l'épisode lorsque Anya demande à D'Hoffryn de faire revenir à la vie les étudiants qu'elle a tué. D'Hoffryn lui répond qu'il lui faut pour cela la vie et l'âme d'un démon vengeur. Anya pense qu'il va la tuer mais D'Hoffryn fait apparaître Halfrek et la tue en la brûlant.

### Illyria
Illyria est un très ancien et très puissant démon qui prend possession du corps de Fred dans la deuxième partie de la saison 5 d'Angel. Tout d'abord opposée à l'équipe d'Angel, elle finit par l'intégrer progressivement. 

### La Bête
Pour les articles homonymes, voir La Bête.
La Bête, interprété par Vladimir Kulich, est un démon au service de Jasmine ; elle avait été bannie dans une dimension démoniaque, et sort de cette dimension à l'endroit même où est né Connor. Il se bat avec Connor et Cordelia est blessée pendant la bataille. Angel, Gunn, Wesley et Lorne combattent eux aussi la Bête mais sont vaincus par ce démon extraordinairement fort et résistant. La Bête conjure ensuite une pluie de feu sur Los Angeles (épisode Le Déluge de feu). En cherchant ensuite à atteindre Mesektet (la petite fille de la Chambre Blanche), la Bête massacre le personnel de chez Wolfram & Hart afin d'entrer dans la Chambre Blanche. La Bête tue Mesektet, puis absorbe son énergie. La Bête traque ensuite les quatre autres membres du Ra-tet, un ordre d'êtres mystiques chargés de protéger différents talismans. Mâat, Ashet et Semkhet sont tués par la Bête (tandis que Manjet est traîtreusement massacré par Cordelia, désormais possédée par Jasmine). En utilisant les ailes d'Ashet et de Semkhet, le cœur de Mâat, le globe de Manjet et l'énergie de Mesektet, la Bête pratique un rituel et parvient à créer une éclipse solaire qui recouvre Los Angeles (épisode La Course du soleil).
Le seul espoir de vaincre la Bête réside dans Angelus, qui l'avait rencontré en 1789 et qui connaît son seul point faible, mais Angel ne s'en souvient plus car ses souvenirs ont été effacés par magie. Le groupe se résigne donc à enlever l'âme d'Angel par un rituel mais Angelus refuse de coopérer avec eux et parvient à s'échapper. Wesley va alors libérer Faith de prison pour qu'elle les aide à combattre la Bête et Angelus mais elle est vaincue par la Bête. Mais, alors que la Bête s'apprête à achever Faith, Angelus la poignarde avec une arme faite avec ses propres os et la tue (épisode Le Retour de Faith). La Bête apparaît dans 7 épisodes de la Saison 4 d'Angel.

### Le Juge
Le Juge est un démon qui a le pouvoir de faire brûler les êtres qui sont impurs à ses yeux (c'est-à-dire qui ont des traces d'humanité).

### Merl
Merl, interprété par Matthew James, est un démon qui sert régulièrement d'indicateur à Angel, qui lui soutire des renseignements par la force ou les menaces la plupart du temps. Régulièrement malmené durant les saisons 2 et 3 d'Angel, bien qu'il soit relativement inoffensif, il est tué par un chasseur de démons dans l'épisode Le Sens de la mission peu après qu'Angel s'est excusé pour tous les mauvais traitements qu'il lui avait fait subir.

### Richard Wilkins III
Richard Wilkins est le maire de Sunnydale. Il a fait un pacte démoniaque afin de prolonger sa vie et d'accéder au statut de pur-démon en échange de quoi il a fondé la ville afin qu'elle soit un havre pour les démons. C'est le méchant principal de la saison 3.

### Sahjhan
Sahjhan, interprété par Jack Conley, est un démon Granok qui apparaît pour la première fois dans la saison 3 d'Angel (épisode La Prophétie). Les associés principaux de Wolfram & Hart l'ont rendu immatériel car sa race avait un goût trop prononcé pour le saccage. Il est cependant capable de se téléporter dans le temps et dans les autres dimensions et est ainsi responsable de la renaissance de Daniel Holtz dans le présent. Il dit vouloir se venger d'Angel mais son véritable plan est de tuer Connor car une prophétie dit que le fils du vampire qui a une âme le tuera. Afin de semer le trouble et d'exposer le fils, il est parti dans le passé et l'a modifié en "le père tuera le fils". Il ouvre le passage vers la dimension de Quor-toth dans lequel Daniel Holtz se jette avec Connor. Peu de temps après, afin de venger la disparition de Holtz, Justine Cooper enferme Sahjhan dans une urne après qu'Angel l'eut rendu de nouveau matériel pour le tuer, mais sans succès. Deux ans plus tard, dans la saison 5 d'Angel, l'urne dans laquelle Sahjhan est enfermé est rouverte à cause de Cyvus Vail et il est tué peu après par Connor, la prophétie s'accomplissant ainsi malgré tous les efforts de Sahjhan pour la prévenir (épisode Une autre réalité). Sahjhan apparaît en tout dans 8 épisodes de la série Angel.

### Skip
Skip, interprété par David Denman, est un démon au corps armuré qui apparaît pour la première fois dans l'épisode Le Martyre de Cordelia, où il est le gardien de la prison de Billy Blim, un garçon que doit secourir Angel. Skip, qui prétend travailler pour les puissances supérieures, reçoit aimablement Angel bien que tous deux finissent par se battre. Angel gagne le combat et libère le garçon. On le revoit dans l'épisode Anniversaire, où il prévient Cordelia que ses visions vont finir par la tuer et lui propose de devenir un demi-démon pour continuer à vivre avec son don, offre que Cordelia accepte. Dans le dernier épisode de la saison 3 d'Angel, Skip vient chercher Cordelia pour l'emmener dans une dimension paradisiaque afin qu'elle devienne un être supérieur. Finalement, dans l'épisode L'Horreur sans nom, Angel part trouver Skip pour avoir des explications sur le fait que Cordelia soit devenue mauvaise. Après un combat dont il sort victorieux, Angel ramène Skip à Los Angeles pour l'interroger et Skip révèle avoir manipulé Cordelia pour qu'elle soit possédée par Jasmine, dont il est le serviteur. Il est finalement tué par Wesley alors qu'il tente de s'évader.      

### Whistler
Whistler (interprété par Max Perlich) est un démon qui apparaît dans le double épisode Acathla. Ayant pour devoir de maintenir la balance entre le bien et le mal, c'est lui qui a sorti Angel de sa déchéance en lui donnant pour mission de veiller sur Buffy avant le début de la série. Lorsqu'il apprend qu'Angel a à nouveau perdu son âme, il vient à Sunnydale et informe Buffy qu'elle devra tuer Angel si celui-ci parvient à réveiller le démon Acathla.

## Divinités

### Gloria
Gloria est une déesse d'une dimension démoniaque qui a été exilée sur Terre par les deux autres déesses de sa dimension et forcée d'occuper un corps humain. Elle est à la recherche de la clef mystique grâce à laquelle elle pourrait regagner sa dimension d'origine.

### Jasmine
Jasmine est une puissance supérieure qui possède le corps de Cordelia dans la saison 4 d'Angel avant d'acquérir son propre corps. Elle cherche à régner sur la Terre et à y imposer la paix universelle par le contrôle mental. Elle est la fille de Connor et de Cordelia.

### La Force
La Force est la source du mal, elle peut prendre l'apparence de toute personne morte mais ne peut se manifester physiquement. C'est l'antagoniste principal de Buffy lors de la saison 7.